# Берті (округ, Північна Кароліна)
Шаблон:StateAbbr_ 36°04′ пн. ш. 76°58′ зх. д. / 36.06° пн. ш. 76.96° зх. д.
Округ  Берті (англ. Bertie County) — округ (графство) у штаті  Північна Кароліна, США. Ідентифікатор округу 37015.

## Історія
Округ утворений 1722 року.

## Демографія
За даними перепису 
2000 року 
загальне населення округу становило 19773 осіб, усе сільське.
Серед мешканців округу чоловіків було 9233, а жінок — 10540. В окрузі було 7743 домогосподарства, 5424 родин, які мешкали в 9050 будинках.
Середній розмір родини становив 3,07.
Віковий розподіл населення поданий у таблиці:
| Стать    | До 15 років | 15-21 | 22-29 | 30-39 | 40-49 | 50-65 | 65-85 | Понад 85 |
| -------- | ----------- | ----- | ----- | ----- | ----- | ----- | ----- | -------- |
| Чоловіки | 2196        | 917   | 790   | 1157  | 1441  | 1528  | 1120  | 84       |
| Жінки    | 2040        | 924   | 894   | 1393  | 1613  | 1720  | 1690  | 266      |

## Суміжні округи
- Гертфорд — північ
- Чован — схід
- Вашингтон — південний схід
- Мартін — південь
- Галіфакс — захід
- Нортгемптон — північний захід

## Виноски
1. ↑  U.S. Decennial Census. United States Census Bureau. Архів оригіналу за 26 квітня 2015. Процитовано 12 січня 2015.
2. ↑  Historical Census Browser. University of Virginia Library. Архів оригіналу за 11 серпня 2012. Процитовано 12 січня 2015.
3. ↑  Forstall, Richard L., ред. (27 березня 1995). Population of Counties by Decennial Census: 1900 to 1990. United States Census Bureau. Архів оригіналу за 3 березня 2015. Процитовано 12 січня 2015.
4. ↑  Census 2000 PHC-T-4. Ranking Tables for Counties: 1990 and 2000 (PDF). United States Census Bureau. 2 квітня 2001. Архів оригіналу (PDF) за 18 грудня 2014. Процитовано 12 січня 2015.
5. ↑  State & County QuickFacts. United States Census Bureau. Архів оригіналу за 7 липня 2011. Процитовано 17 жовтня 2013. [Архівовано 2011-06-06 у Wayback Machine.](англ.) Наведено за англійською вікіпедією.
6. ↑  American FactFinder. Бюро перепису населення США. Архів оригіналу за 26 лютого 2012. Процитовано 31 січня 2008. [Архівовано 2008-05-21 у Wayback Machine.]

| США | Це незавершена стаття з географії США. Ви можете допомогти проєкту, виправивши або дописавши її. |